# 佐藤章蔵
佐藤 章蔵（さとう しょうぞう、1907年〈明治40年〉 - 1981年〈昭和56年〉7月12日）は日本の工業デザイナー。東京都出身。若い頃から自動車の造形美に魅せられ、第二次世界大戦前から東京の街頭で多くの名車・珍車を撮影していた。

## 人物
1937年（昭和12年）に東京帝国大学工学部機械工学科を卒業し、日産自動車に入社。1954年（昭和29年）に同社初代造形課課長となり、ダットサン・110/210型系（1955年発表）及びその後継車である初代ブルーバード（310型系、1959年発表）をデザインした。1956年（昭和31年）には110型の改良型である112型のデザインで毎日デザイン賞を受賞する。両車のデザインは共に虚飾が無く、シンプルで機能的なことが特徴であった。1959年（昭和34年）に日産自動車を退職。
なお、佐藤が退職した後の日産はイタリアの巨匠デザイナー・バッティスタ・ピニンファリーナに二代目ブルーバード（410型系、1963年発表）と二代目セドリック（130系・1965年発表）のデザインを託したが、いずれのモデルも好評を得ることは出来なかった。
佐藤はその後フリーランスに転じ、トヨタ・スポーツ800のプロトモデルにあたるパブリカスポーツ（戦闘機のキャノピーのようなドア兼用のスライド式ルーフが特徴・1962年発表）などのデザインを手がけた（生産型はトヨタ自動車社員の長谷川龍雄のデザイン）後、自動車から離れ、晩年はソニーの顧問デザイナーの立場にあった。
本業の傍ら、イミターチオ・セシリのペンネームで1960年代半ばのカーグラフィックに1920年代の車の記憶をイラストレーションと文章で綴った「ヴィンテジ・カー見聞録」を発表、1975年（昭和50年）には定価65,000円限定800部の豪華本「CLASSIC CAR 1919-1940」を出版し、続いて1978年（昭和53年）には「栄光のヴィンテジ&サラブレッド」（いずれも番町書房刊）を刊行した。英国車ジャガーの愛好家としても知られた。
二玄社や企画室ネコなどの自動車雑誌への寄稿や、自動車に関するエッセイも上梓する、昭和女子大学教授の佐藤潔人は子息。

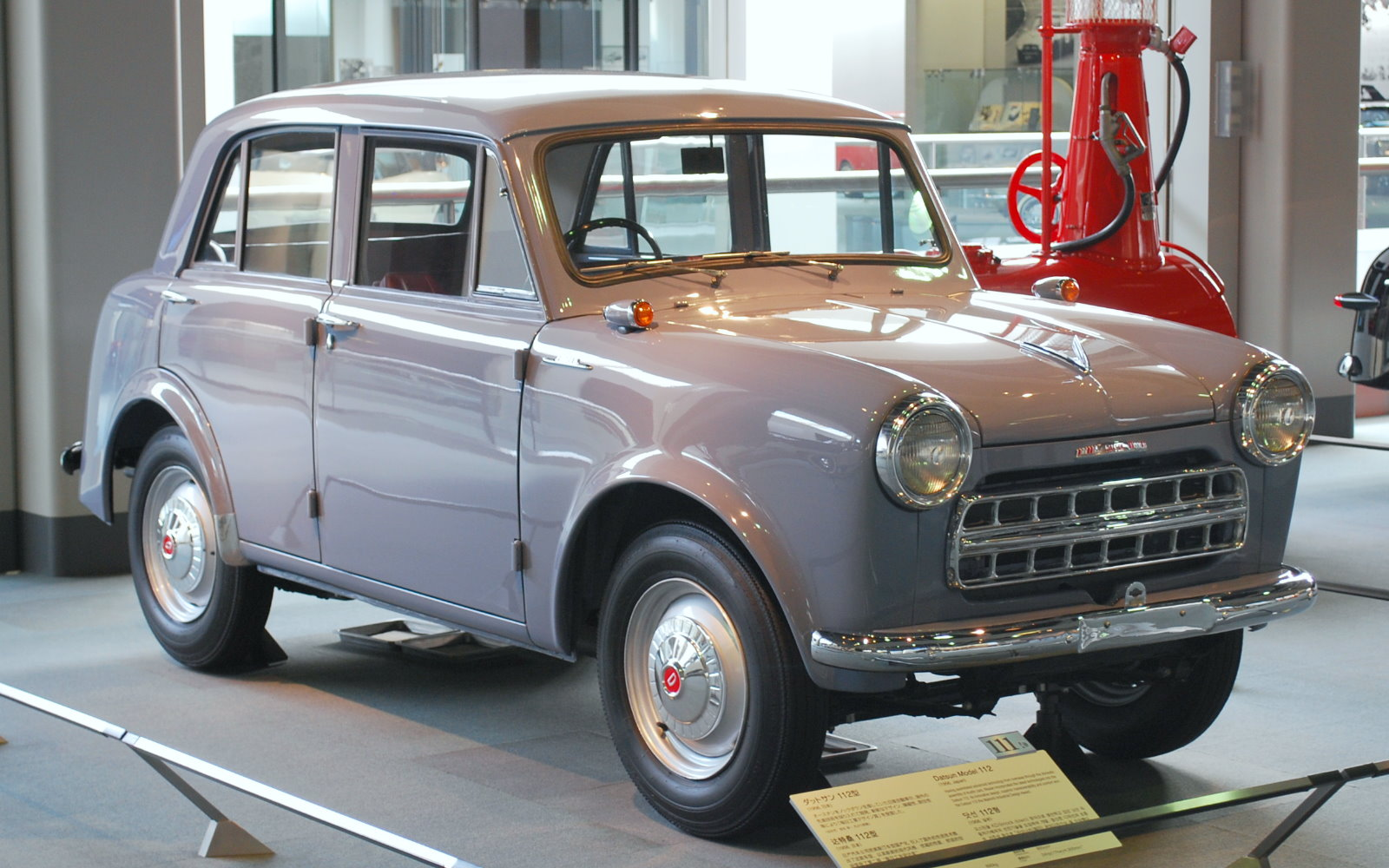
ダットサン・112（毎日工業デザイン賞）
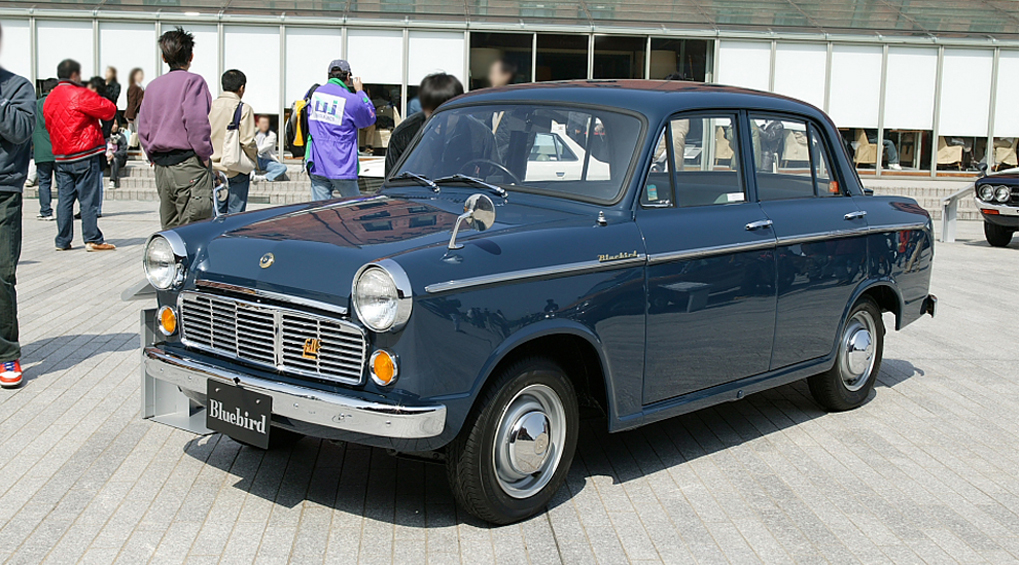
ダットサン・ブルーバード310系
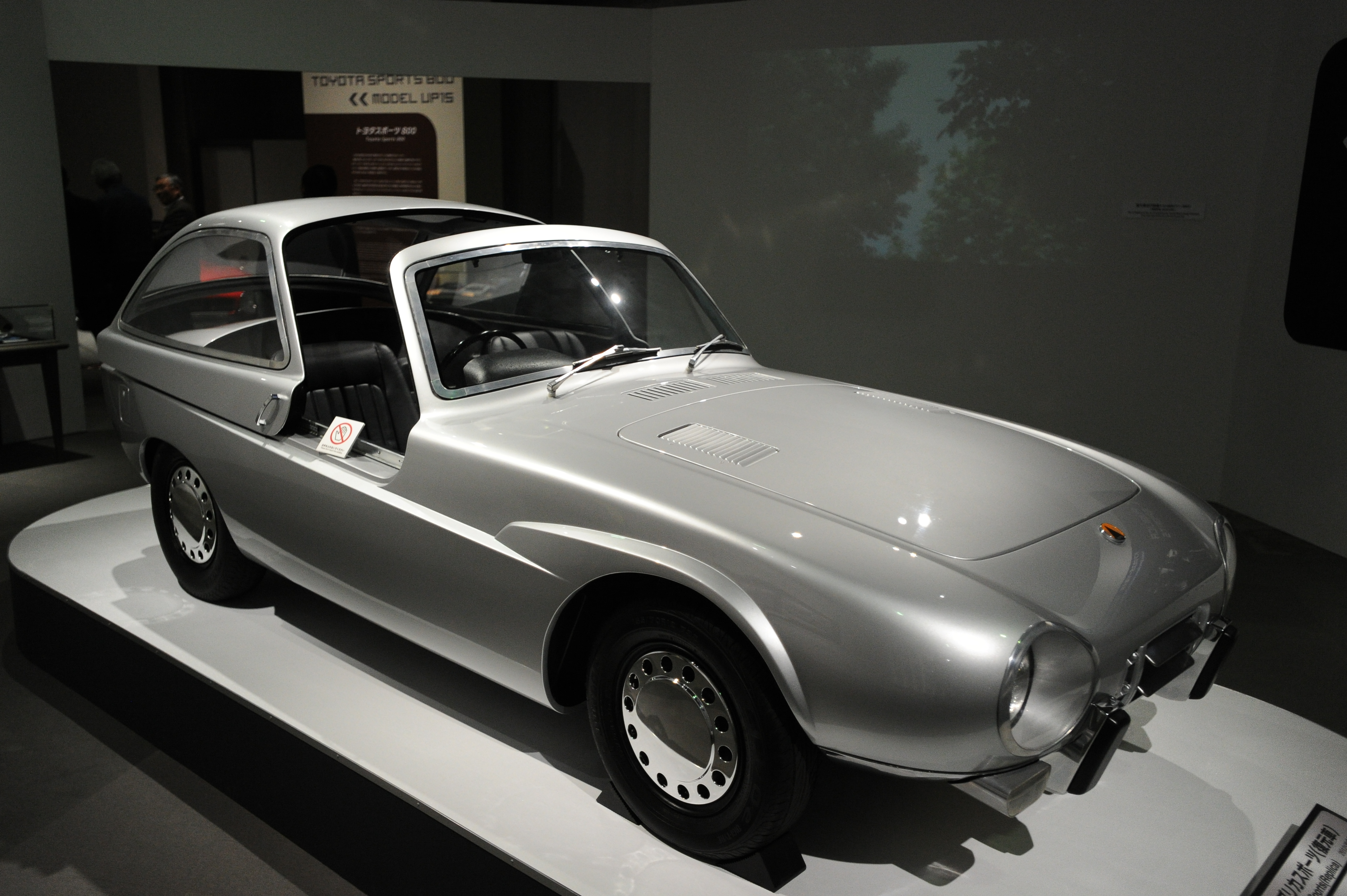
トヨタ・パブリカスポーツ(トヨタ・スポーツ800のプロトモデル)